# Найперші відомі форми життя
Найпершими відомими формами життя на Землі вважають скам'янілі мікроорганізми, що знайдені в осаді гідротермальних джерел. Час, коли могли з'явитися найперші форми життя на Землі, не відомий. Вважається, що вони могли з'явитися більше ніж 3,77 мільярда років тому, можливо ще 4,28 мільярда років тому, незабаром після формування океанів 4,41 мільярда років тому, і після формування Землі 4,54 мільярда років тому.

## Огляд
Форма життя — це сутність або істота, яка живе.
Земля залишається єдиним відомим місцем у всесвіті, що є притулком для життя.
За оцінками, більше ніж 99 % з усіх видів форм життя, що налічують більше ніж п'ять мільйонів видів,
що коли-небудь жили на Землі, вимерли.

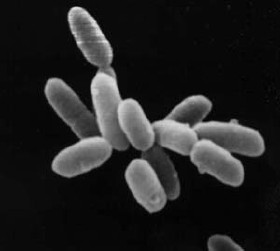
Приклад археї, мікроорганізмів прокаріотів, що вперше були знайдені в екстремальному середовищі, такому як вулканічні термальні джерела

Деякі оцінки сьогоднішньої кількості живих видів форм життя на Землі налічують від 10 мільйонів до 14 мільйонів, з яких приблизно 1,2 мільйона були задокументовані і більше ніж 86 % ще не були описані. Однак, згідно з науковими даними, наведеними в травні 2016 року, за оцінкою, близько одного трильйона видів зараз є на Землі, і лише одна тисячна відсотка є описаними. Загальна кількість пар основ нуклеотидів ДНК на Землі, за оцінкою, становить 5,0×1037 з загальною вагою в 50 мільярдів тонн.
Для порівняння, загальна маса біосфери, за оцінкою, має становити чотири трильйони тонн вуглецю.
У липні 2016 року вчені повідомили про виявлення набору з 355 генів від останнього універсального спільного предка (LUCA) всіх організмів, що живуть на Землі.
До біосфери Землі належать ґрунт, термальні води, гірські породи до 19 км або більше глибини, найглибші частини океану, і щонайменше 64 км висоти атмосфери. У певних дослідницьких умовах спостерігалося існування життєвих форм в умовах близьких до невагомості у космосі і виживання в умовах вакууму в відкритому космосі.
Життєві форми, як виявилося, існують і в Маріанській западині, найглибшому місці на дні земного океану. Інші дослідники повідомили про відповідні дослідження, що свідчать про виживання форм життя у твердих породах на глибині до 580 м під морським дном, на глибині у 2590 м в океані біля берегів на північний захід від Сполучених Штатів, а також на глибині 2400 м під океанським дном Японії. В серпні 2014 року науковці підтвердили існування форм життя, що живуть під льодовиком Антарктики на глибині 800 м. Відповідно до слів одного з дослідників, «ви можете знайти мікроорганізми усюди — вони надзвичайно пристосовані до умов і виживають, усюди де вони є».

## Найперші форми життя

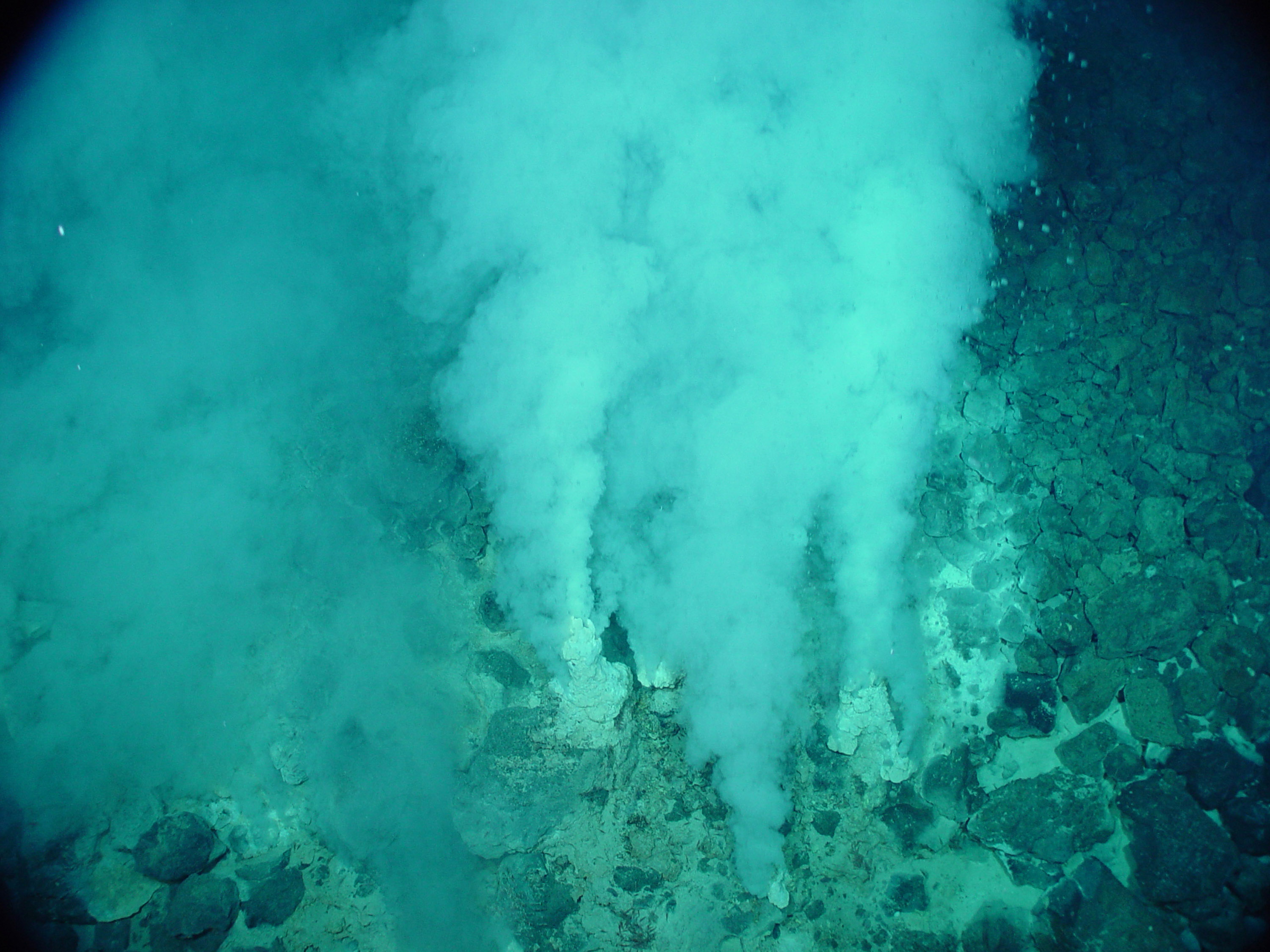
Докази про можливо найдавніші форми життя на Земля були знайдені у осадах гідротермальних джерел

Для більшості досліджень про походження життя доказовими свідченнями є скам'янілі рештки. Вік Землі становить приблизно 4,54 мільярда років; найперші незаперечні докази життя на Землі мають вік щонайменше 3,5 мільярда років.
Існують докази, що життя почало існувати набагато раніше.
У 2017 році було повідомлення про знаходження скам'янілих мікроорганізмів в осадах гідротермальних джерел в поясі Нувуагіттук (англ. Nuvvuagittuq Belt), що у Квебеку, Канада, що можуть мати вік у 4,28 мільярда років, що свідчить про «майже одночасне виникнення життя» після утворення океану 4,41 мільярда років тому, і через невеликий час після формування Землі 4,54 мільярда років тому.
У грудні 2017 року вчені зі США виявили в Австралії мікроскопічні скам'янілості, вік яких оцінюється у 3,5 мільярда років. Це найдавніші з відомих слідів життя на планеті.

## Галерея

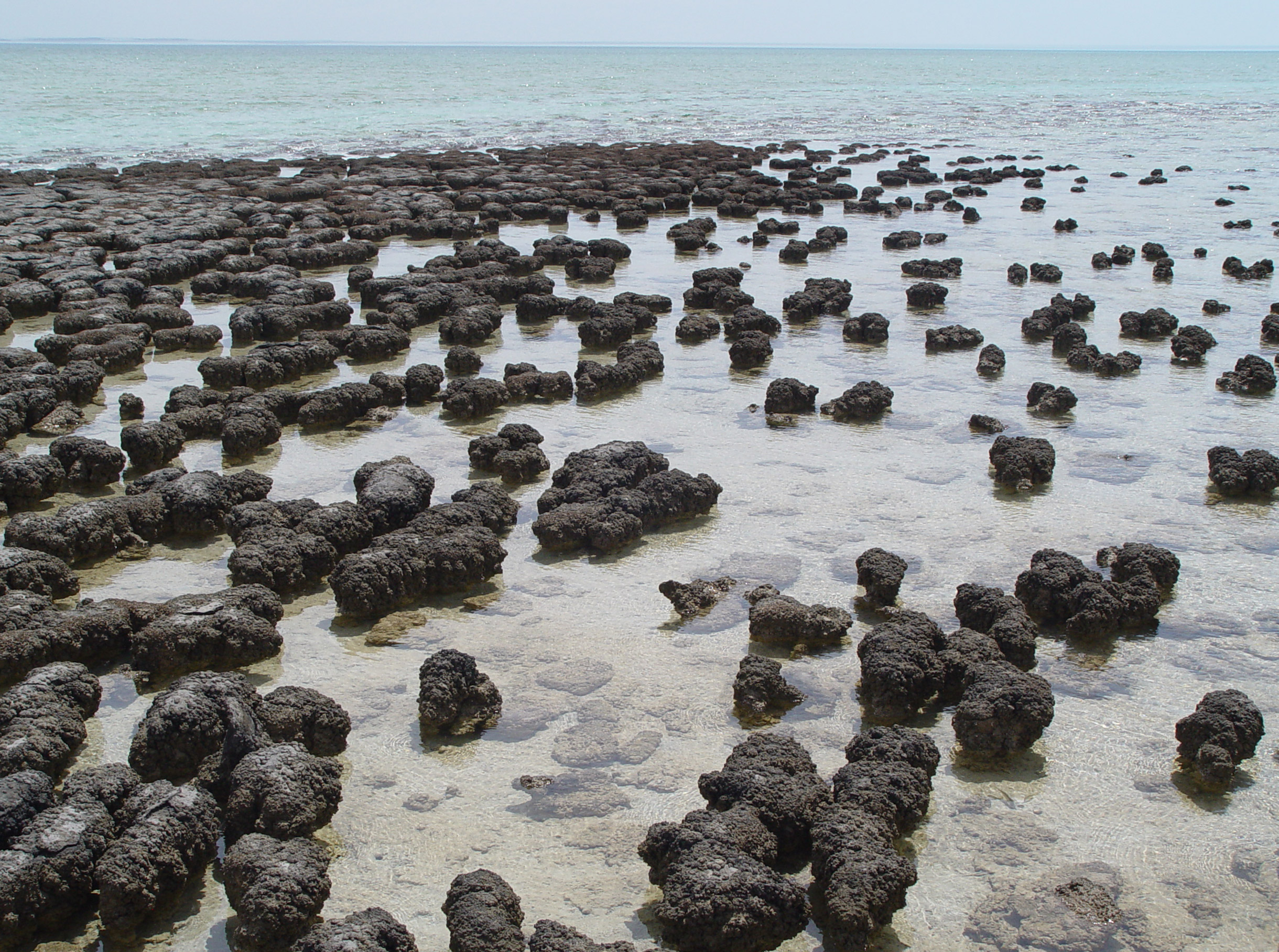
Строматоліти, утворені мікроорганізмами, що рухались вгору, аби уникнути придушування відкладами
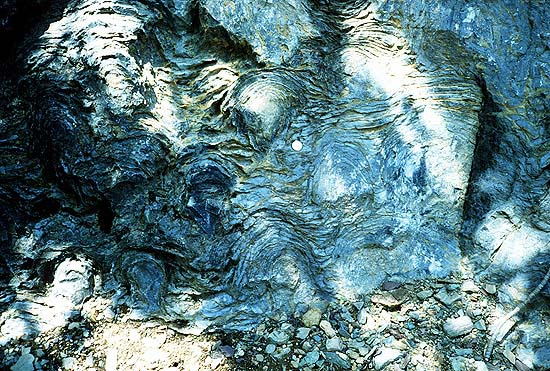
Строматоліти, що залишилися після ціанобактерій, є найстарішими скам'янілостями життя на Землі
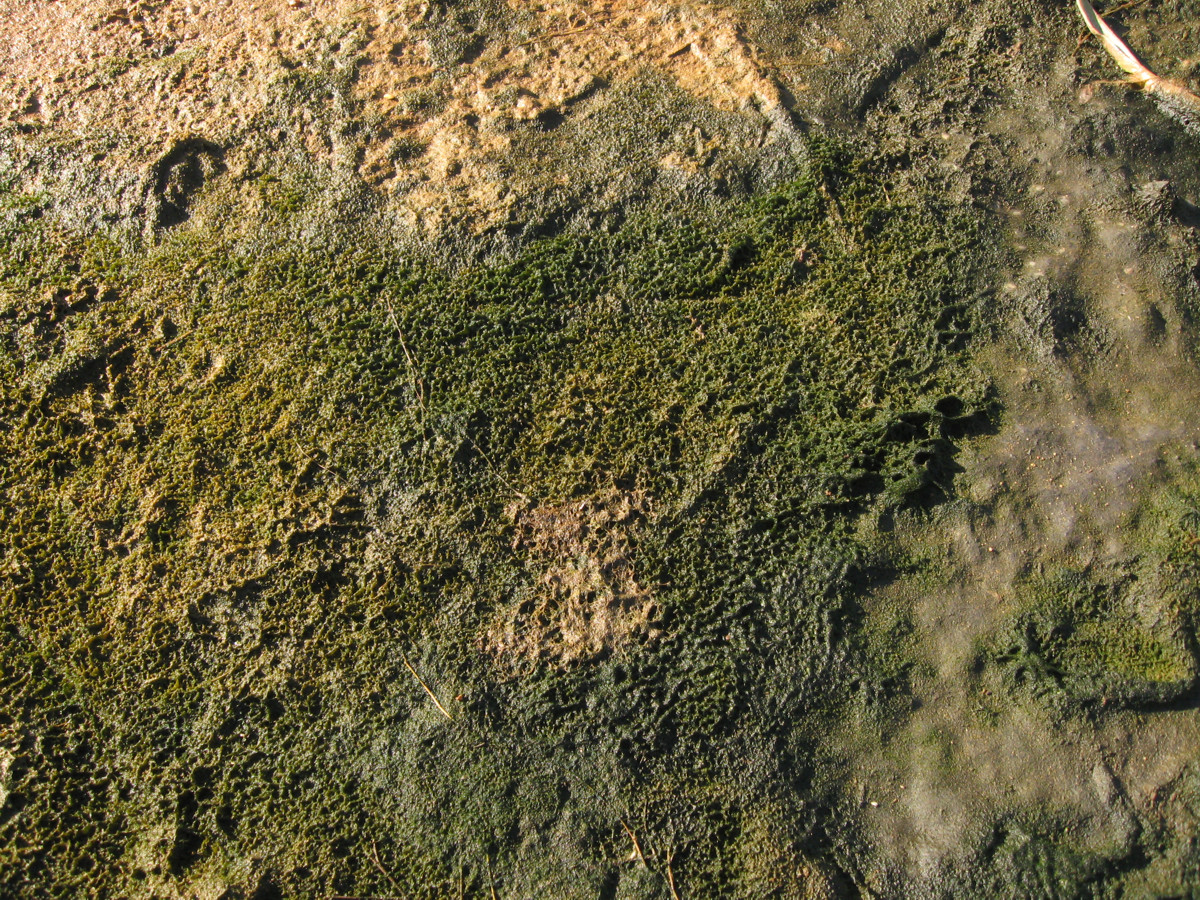
Покрив ціанобактерій у солоному озері біля Білого моря
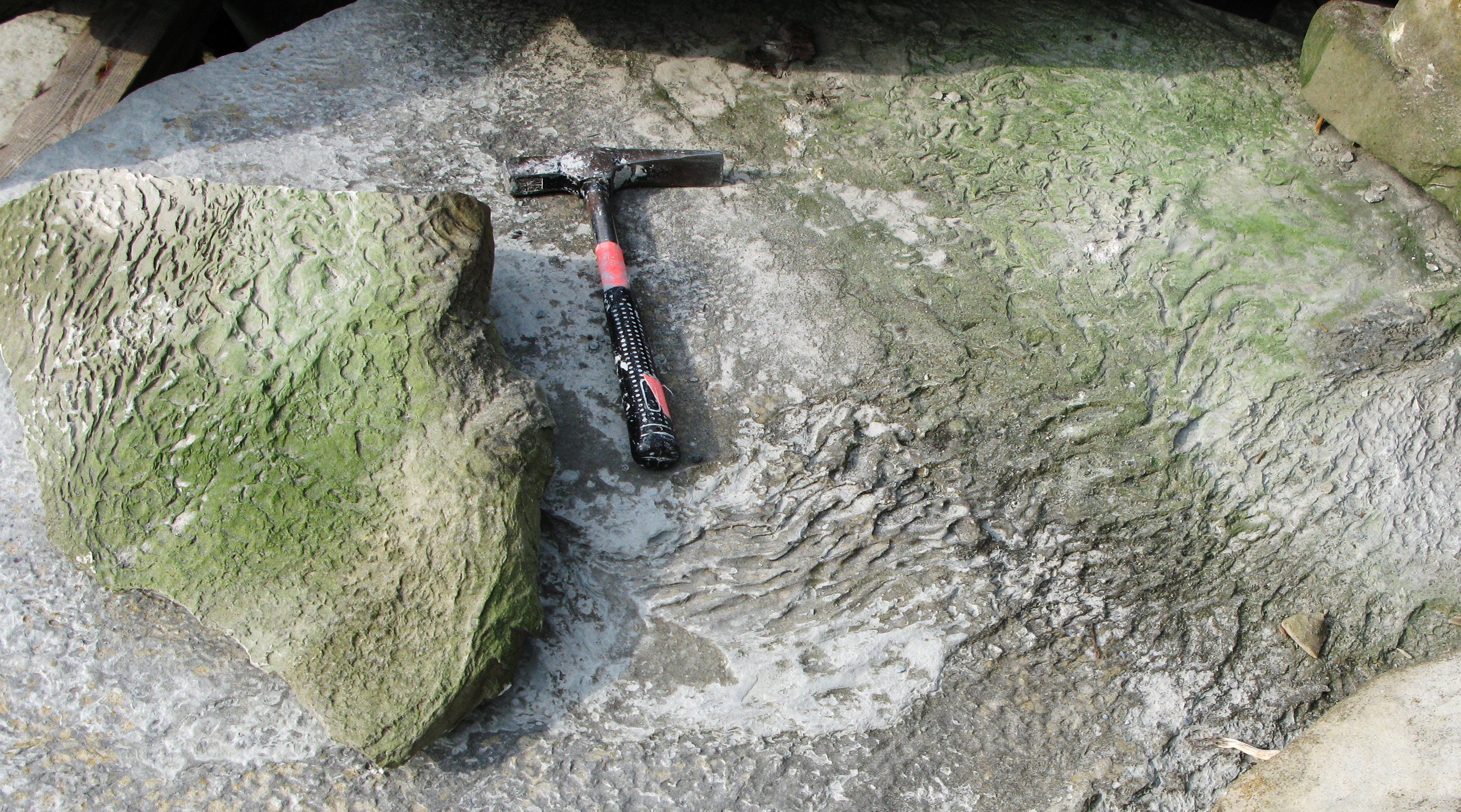
Осадкові структури зморшкуватого Кіннеєвого типу утворені під когезійними мікроорганічними матами в зоні прибережних хвиль
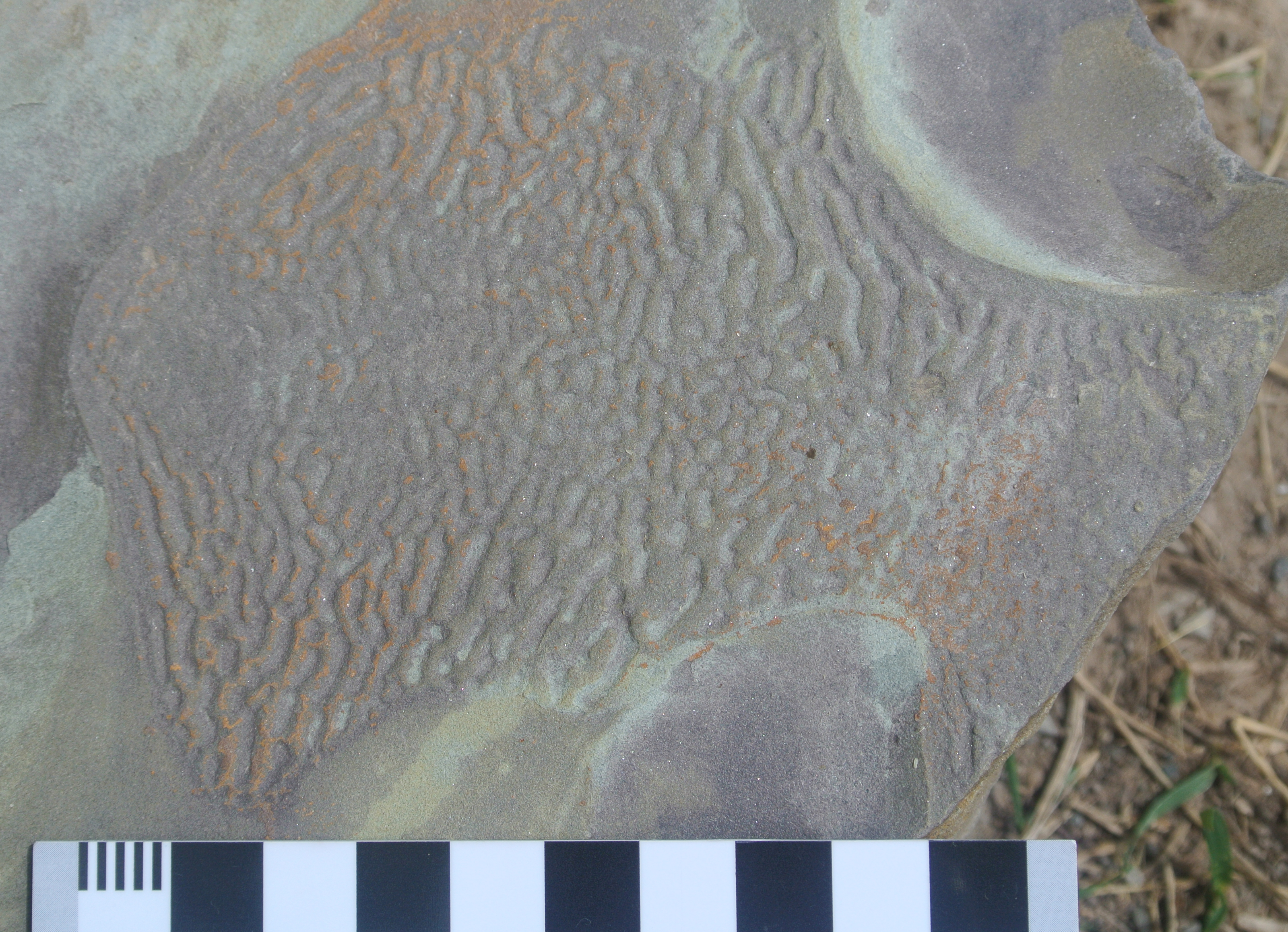
Структура типу Кіннея у формації Грімсбі (Силурійський період), виявлена в ущелині Ніагари

Наприкінці 1980-х років Джордж Уезерілл розробив одну з перших програм для чисельного моделювання процесу укрупнення планетезималь.